# Барпа-Лангас
Ба́рпа-Ла́нгас (англ. Barpa Langass), від шотл. гел. Barpa Langais (варіанти: Langass Barp, Langash Barp) — камерний каїрн на острові Норт-Уіст у складі Зовнішніх Гебридських островів. Розмір каїрна становить близько 22 метрів в діаметрі і 5,5 метра у висоту, він створений в епоху неоліта. Дах каїрна утворений двома масивними плитами, на які спирається третя плита.
Вхід знаходиться на східній стороні. Хоча споруду частково зруйновано, все ще можна увійти в одну з камер. Як вважав антиквар Ерскін Беверідж, повинні існувати також друга і третя камери. Не пізніше 1911 р. Беверідж провів розкопки каїрна і околиць, і виявив свідоцтва кремаційних поховань, а також осколки кераміки (деякі з характерним орнаментом), деревну золу, рештки спалених кісток, кремінний наконечник стріли, скребло і фрагмент талька з отвором .